# Owczarnia (Stawiguda)
Owczarnia (deutsch Neu Bertung) ist ein Ort in der polnischen Woiwodschaft Ermland-Masuren. Er gehört zur Gmina Stawiguda (Landgemeinde Stabigotten) im Powiat Olsztyński (Kreis Allenstein).

## Geographische Lage
Owczarnia liegt am Nordufer des Klein Bertunger Sees (polnisch Jezioro Bartąg) im Westen der Woiwodschaft Ermland-Masuren, sechs Kilometer südlich des Stadtzentrums von Olsztyn (deutsch Allenstein). Am 30. September 1928 kam der Ort mit der Domäne Klein Bertung zur Landgemeinde Groß Bertung, die zum gleichen Zeitpunkt in Bertung (ohne Zusatzbezeichnung, polnisch Bartąg) umbenannt wurde.

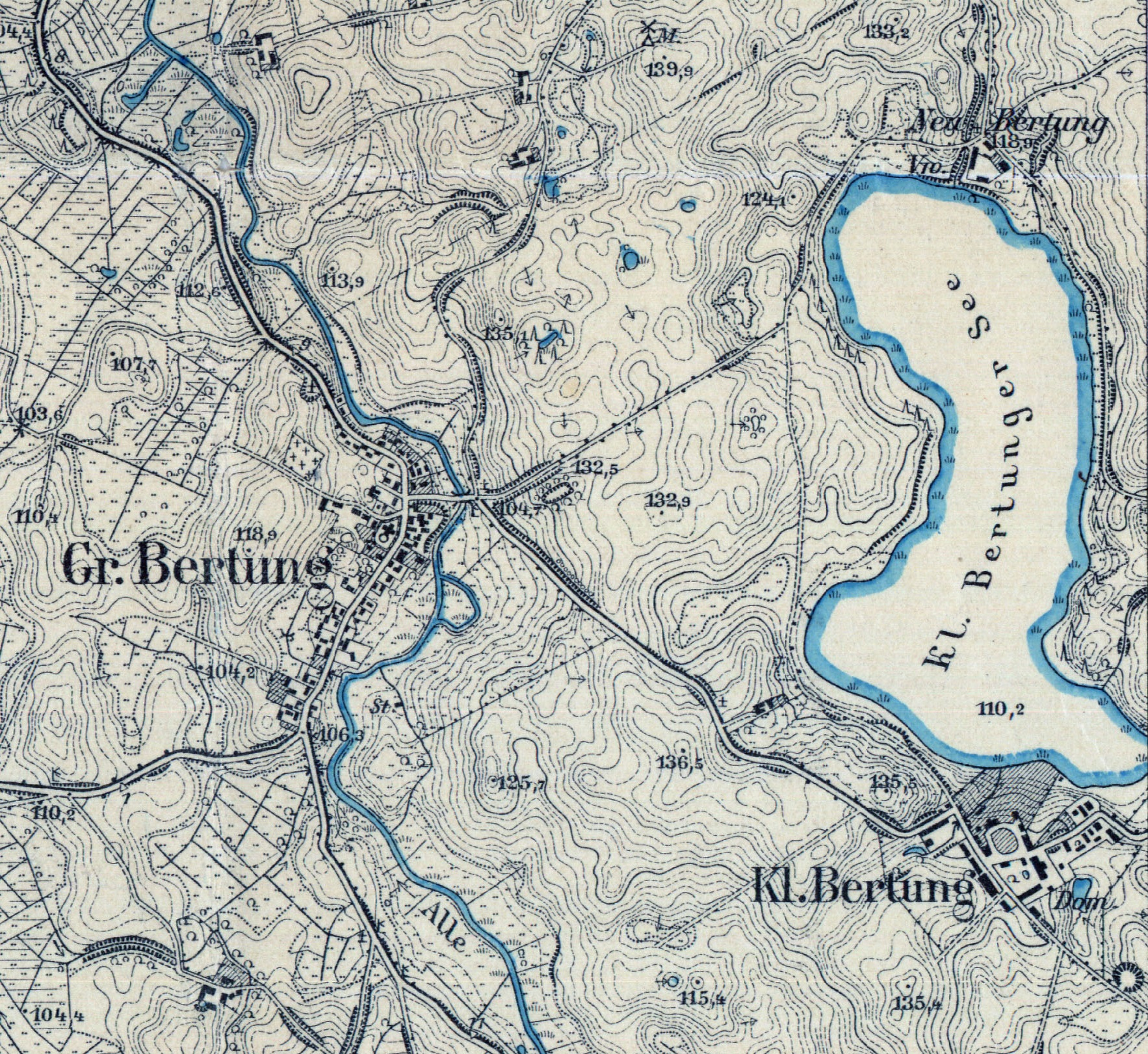
Die Lage Neu Bertungs am Klein Bertunger See (Karte von 1914)

|  |

## Geschichte
Das Vorwerk Neu Bertung wurde 1814 gegründet und war bis 1928 ein Wohnplatz im Gutsbezirk Klein Bertung (polnisch Bartążek) im ostpreußischen Kreis Allenstein. Am 30. September 1928 kam der Ort mit der Domäne Klein Bertung zur Landgemeinde Groß Bertung, die zum gleichen Zeitpunkt in „Bertung“ (ohne Zusatzbezeichnung, polnisch Bartąg) umbenannt wurde.
Im Jahre 1945 wurde das gesamte südliche Ostpreußen in Kriegsfolge an Polen überstellt. Neu Bertung erhielt die polnische Namensform „Owczarnia“. Der Weiler ist heute in die Landgemeinden Stawiguda (Stabigotten) im Powiat Olsztyński (Kreis Allenstein) eingegliedert, bis 1998 der Woiwodschaft Olsztyn, seither der Woiwodschaft Ermland-Masuren zugeordnet.

## Kirche
Bis 1945 war Neu Bertung in die evangelische Kirche Allenstein in der Kirchenprovinz Ostpreußen der Kirche der Altpreußischen Union, außerdem in die römisch-katholische Kirche Groß Bertung im Bistum Ermland eingepfarrt.
Heute gehört Owczarnia katholischerseits zur Pfarrei Bartążek (Klein Bertung) im jetzigen Erzbistum Ermland, evangelischerseits zur Christus-Erlöser-Kirche Olsztyn in der Diözese Masuren der Evangelisch-Augsburgischen Kirche in Polen.

## Verkehr
Owczarnia liegt an einer Nebenstraße, die von Bartąg (Groß Bertung) bis Olsztyn-Tęczowy Las an der Woiwodschaftsstraße 598 führt. Bartąg ist die nächste Bahnstation und liegt an der PKP-Linie 216: Działdowo–Olsztyn.